# Fake news

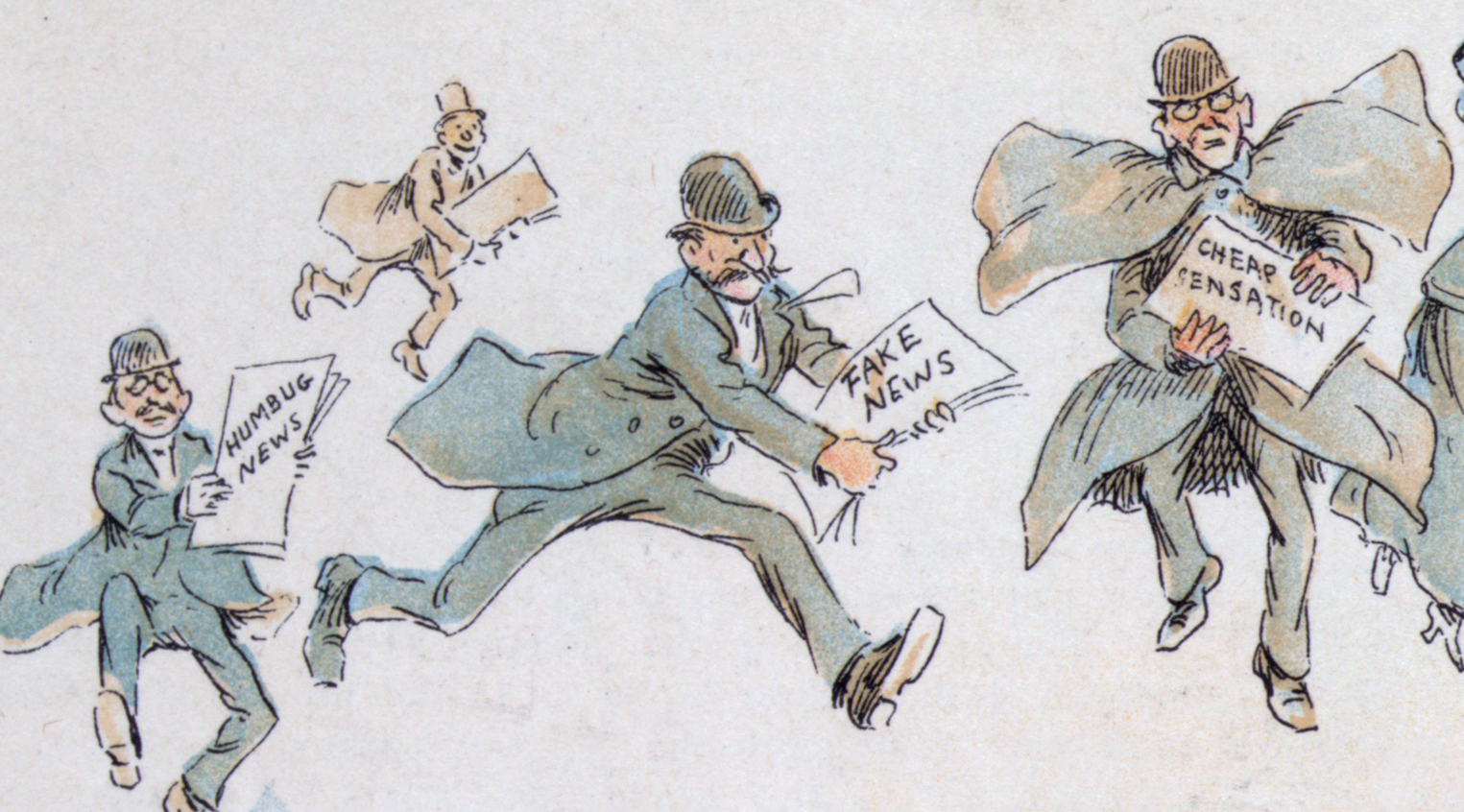
Reporteros con diversas formas de «noticias falsas» de una ilustración de Frederick Burr Opper publicada en 1894

Se utiliza la locución inglesa fake news -pronunciado [fejk ɲuːz]-),  para referirse a las noticias falsas, noticias falseadas, infundios, filfas o, coloquialmente, paparruchas; una forma de bulo que difunde contenido seudoperiodístico a través de portales de noticias, prensa escrita, radio, televisión o redes sociales y que tiene como objetivo desinformar para manipular la opinión pública y erosionar la estabilidad de los Estados y de sus instituciones.
Se diseñan y emiten con la intención deliberada de engañar, inducir a error, manipular decisiones personales, desprestigiar o enaltecer a una institución, entidad o persona u obtener ganancias económicas o rédito político. Al presentar hechos falsos como si fueran reales, es considerada una amenaza a la credibilidad de los medios de comunicación «serios» y los periodistas profesionales, a la vez que un desafío para el público receptor.
Hacia 2020, la Fiscalía General del Estado de España emitió un documento bajo el título «Tratamiento penal de las “fake news”», en el que se enumeran algunos de los actos punibles, según la jurisprudencia española, vinculados a la propagación deliberada de falsa información.

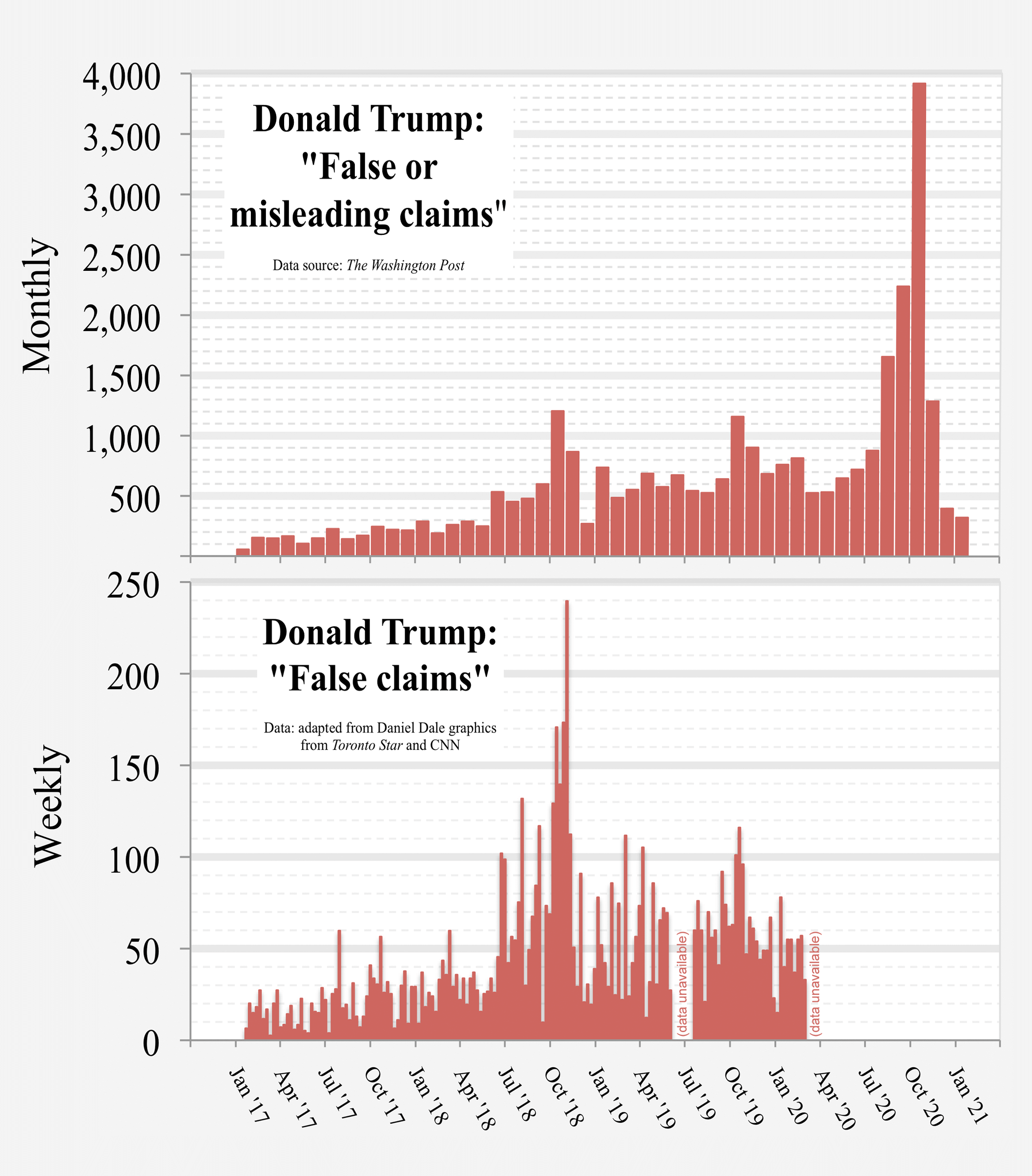
Los verificadores de hechos de The Washington Post y el Toronto Star recopilaron datos sobre «afirmaciones falsas o engañosas» y «afirmaciones falsas», respectivamente, de Donald Trump. Los picos registrados a fines de 2018 corresponden a las elecciones de mitad de período, y a fines de 2019, durante el inicio de su investigación de juicio político. El Post reportó 15 413 afirmaciones falsas o engañosas en 1055 días, un promedio de aproximadamente 14,6 por día.

La difusión de noticias falsas con el objeto de influir en las conductas de una comunidad tiene antecedentes desde la antigüedad, pero dado que su alcance está relacionado directamente con los medios de reproducción de información propios de cada etapa histórica, su área y velocidad de propagación resultaba escasa en las etapas históricas previas a la aparición de los medios de comunicación de masas. El desarrollo de las tecnologías de la información y la comunicación permitió que la dispersión de noticias falsas, y su utilización para fines políticos se transformara en una preocupación global. Existe documentación que acredita que en la Segunda Guerra Mundial, Joseph Goebbels, hombre de confianza de Adolf Hitler, difundía mensajes falsos sobre la oposición con la intención de crear desconfianza. A partir de fines del siglo XX, la difusión deliberada de información falsa se expandió a diversas áreas del conocimiento que de uno u otro modo son del interés del público, como los temas vinculados a la salud, la energía, etc.
Las noticias ficticias publicadas en medios satíricos, si bien a veces desinforman, no son consideradas como desinformación en sentido estricto, ya que su objetivo humorístico, su falsedad evidente y el contexto del medio en que se emiten no llevan a confusión a los lectores. Las notas de las publicaciones El Deforma, The Onion, Charlie Hebdo, Barcelona, El Mundo Today o Actualidad Panamericana son ejemplo de este tipo de noticias ficticias.
En idiomas extranjeros, la expresión inglesa fake news fue elegida «Palabra del año 2017» por el diccionario angloparlante Collins,  En español, noticias falsas fue candidata a «palabra del año 2017» de la Fundéu.
El crecimiento y difusión de funciones y aplicaciones vinculadas a la inteligencia artificial posibilita la creación  de contenido deliberadamente falso y su propagación masiva en medios y redes sociales.

## Definición
Las definiciones de fake news destacan el concepto de intencionalidad, unido a la idea de falsedad. La Fundéu plantea como alternativa a 'noticias falsas' el uso de la expresión noticias falseadas, debido a que el adjetivo «falseado … sugiere un matiz de adulteración o corrupción premeditadas». En español de España, la definición de bulo es «Noticia falsa propalada con algún fin»,  por lo que es habitual hablar de noticias falsas y bulos como sinónimos.

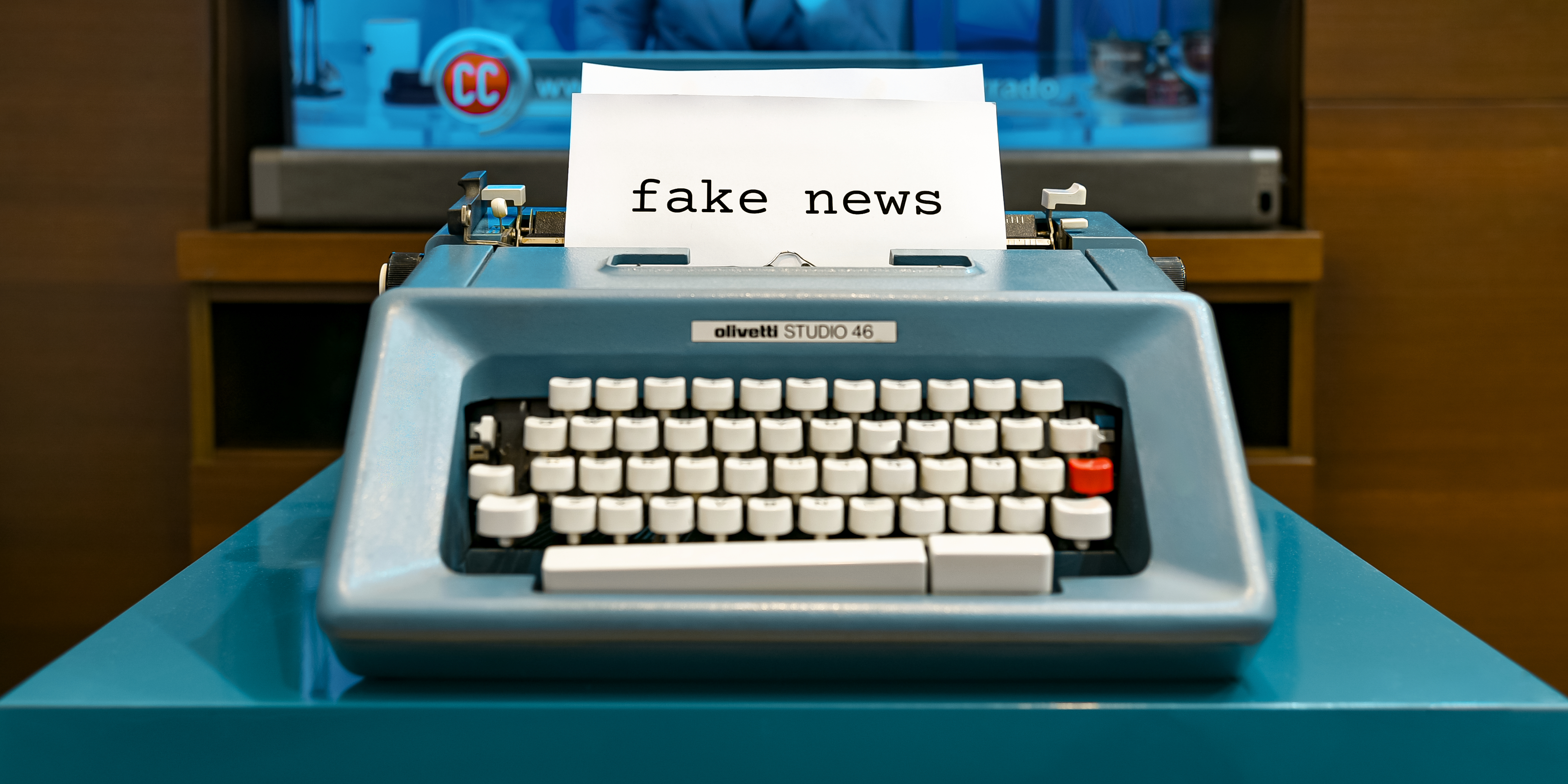
Fake news

El Diccionario Cambridge define a las fake news como «historias falsas que parecen ser noticias, difundidas en internet o usando otros medios, generalmente creadas para influir en las opiniones políticas o como una broma», agregando un comentario respecto de la preocupación existente en cuanto al poder de las noticias falsas de afectar resultados electorales. El diccionario Collins las define como «información falsa, a menudo sensacionalista, diseminada bajo la apariencia informes de noticias». Algunos líderes y personajes mediáticos, como el presidente de Estados Unidos, Donald Trump, han ampliado el significado de fake news para incluir noticias negativas sobre sus personas y actos.
Claire Wardle, especialista en comunicación y periodismo, describe el fenómeno como un «ecosistema completo de información», que debe analizarse teniendo en cuenta «Los diferentes tipos de contenido que se crea y se difunde. Las motivaciones de quienes crean este contenido. Las formas en que se divulga este contenido».
Jonathan Albright, Director de Investigación del Tow Center for Digital Journalism de la Universidad de Columbia, señala que si bien aún no existe una definición precisa, «Se trata de un contenido que puede ser viral y que muchas veces está sacado de contexto. Está relacionado con la desinformación y la propaganda, y se asemeja a un engaño intencional».
Axel Gelfert, del Departamento de Filosofía, Literatura, Historia de la Ciencia y Tecnología Universidad Técnica de Berlín, propone definir a las noticias falsas como una presentación deliberada de información falseada o imprecisa «por diseño», entendiendo que la expresión «diseño» refiere a la planificación sistemática de las características de las fuentes y canales por los cuales se propagan las noticias falsas.
Nolan Higdon, especializado en los estudios de historia y medios de comunicación, ha definido las noticias falsas como «contenido falso o engañoso presentado como noticias y comunicado en formatos que abarcan la comunicación oral, escrita, impresa, electrónica y digital». Higdon ha argumentado que la definición de noticias falsas se ha aplicado de manera demasiado restringida a medios e ideologías políticas. Los bulos también se refieren a historias que se inventan y que contienen pocos o ningún hecho verificable.
El autor británico Terry Pratchett, que tenía experiencia como periodista y oficial de prensa, fue uno de los primeros en advertir la gravedad de la difusión de noticias falsas en Internet. En una entrevista de 1995 con Bill Gates, fundador de Microsoft, dijo: 

«Digamos que me llamo Instituto para Algo-u-otro y decido promover un tratado falso que dice que los judíos fueron los únicos responsables de la Segunda Guerra Mundial y el Holocausto no sucedió y se publica en Internet y está disponible en los mismos términos que cualquier pieza de investigación histórica que haya sido revisada por pares y así. Existe una especie de paridad de estima de la información en la red. Está todo allí: no hay forma de saber si todo esto tiene algún fondo o si alguien acaba de inventarlo».

 Gates no estaba de acuerdo y se mostró optimista. Argumentó que en poco tiempo las autoridades en la red indexarían y verificarían hechos y reputaciones.

### Categorías
Claire Wardle definió la desinformación como la «creación y difusión deliberada de información que se sabe es falsa», a diferencia de la información errónea, que es la «difusión involuntaria de información falsa». Estableció siete categorías ordenadas según su grado de intención de engaño deliberado.
1. Sátira o parodia: el objetivo no es el engaño, sino la sátira, pero la información tiene el potencial de inducir a error, dado que su formato es similar al de las noticias auténticas.[Nota 1]
2. Conexión falsa: los titulares no resumen con exactitud el contenido de la nota periodística.[Nota 2]
3. Contenido engañoso: uso engañoso de información para enmarcar un tema o una persona.[Nota 3]
4. Contexto falso: el contenido genuino se enmarca en un contexto falso.[Nota 4]
5. Contenido impostor: las fuentes genuinas son suplantadas.[Nota 5]
6. Contenido manipulado: la información o imágenes genuinas son manipuladas.[Nota 6]
7. Contenido inventado: contenido totalmente falso, creado con el objetivo de dañar o engañar.[Nota 7]

El negacionismo científico es otro posible tipo explicativo de fake news, definido como el acto de producir hechos falsos o engañosos para apoyar de manera inconsciente creencias preexistentes fuertes.

### Críticas al término
En 2017, Wardle anunció que rechaza las expresiones «noticias falsas» y «censura en el discurso», considerándolos «lamentablemente inadecuados» para describir los problemas actuales. En su lugar, utiliza las expresiones "desorden informativo" (information disorder) y "contaminación informativa" (information pollution) y distingue tres tipos de contenido engañoso en la información:
1. Información errónea: información falsa difundida sin intención lesiva.
2. Desinformación: creada y compartida por personas con intenciones dañinas.
3. Malinformación: el intercambio de información «genuina» con la intención de causar daño.[35]

Las campañas de desinformación son consideradas las más engañosas debido a la intención dañina detrás de ellas. Por ejemplo, a menudo son generadas y propagadas por actores extranjeros hostiles, particularmente durante procesos electorales.
Debido al modo en que el presidente de los Estados Unidos, Donald Trump, ha apropiado el término fake news, la columnista de medios del Washington Post, Margaret Sullivan, ha advertido a los periodistas que "es hora de retirar el término contaminado fake news. Aunque el término no lleva mucho tiempo en uso, su significado ya se ha perdido". Para finales de 2018, el término fake news se había vuelto tabú en Estados Unidos, y periodistas, incluido el Instituto Poynter, pidieron disculpas y exigieron que las empresas dejaran de usar dicho término.
En octubre de 2018, el gobierno británico decidió dejar de utilizar el término fake news en documentos oficiales porque lo considera "un término mal definido y engañoso que mezcla una variedad de informaciones falsas, desde errores genuinos hasta interferencias extranjeras en procesos democráticos". Esta decisión siguió la recomendación del Comité de Digital, Cultura, Medios y Deportes del Parlamento británico para evitar el uso del término.
Sin embargo, revisiones recientes sobre el concepto de fake news aún lo consideran útil como un término amplio, equivalente a "noticias fabricadas", y lo distinguen de otros tipos de contenido problemático, como las noticias hiperpartidistas, que son una fuente importante de polarización política. Por ello, los investigadores están comenzando a favorecer el término "desorden informativo" (information disorder) como una expresión más neutral e informativa. Por ejemplo, la Comisión de Investigación del Instituto Aspen adoptó el término "Desorden Informativo" en su informe de investigación publicado en 2021.

### Motivaciones
Eliot Higgins, verificador de hechos y fundador de Bellingcat, —una red de investigación en línea—, identifica cuatro motivos que impulsan a los creadores de noticias falsas y los resume en «las “cuatro P”: Pasión, Política, Propaganda y Pago».
Claire Wardle agrega otros cuatro motivos, «Periodismo deficiente, Parodia, Provocación y Partidismo», y diseña un gráfico que sintetiza la articulación de los motivos por los cuales se crean noticias falsas, con el grado de propósito de engaño deliberado.
| Categorías →                | Sátira o parodia | Conexión falsa | Contenido engañoso | Contexto falso | Contenido impostor | Contenido manipulado | Contenido inventado |
| Motivaciones ↓              | Sátira o parodia | Conexión falsa | Contenido engañoso | Contexto falso | Contenido impostor | Contenido manipulado | Contenido inventado |
| --------------------------- | ---------------- | -------------- | ------------------ | -------------- | ------------------ | -------------------- | ------------------- |
| Periodismo deficiente       |                  | Sí             | Sí                 | Sí             |                    |                      |                     |
| Parodia                     | Sí               |                |                    |                | Sí                 |                      | Sí                  |
| Provocación                 |                  |                |                    |                | Sí                 | Sí                   | Sí                  |
| Pasión                      |                  |                |                    | Sí             |                    |                      |                     |
| Partidismo                  |                  |                | Sí                 | Sí             |                    |                      |                     |
| Provecho económico          |                  | Sí             |                    |                | Sí                 |                      | Sí                  |
| Poder o influencia política |                  |                | Sí                 | Sí             |                    | Sí                   | Sí                  |
| Propaganda                  |                  |                | Sí                 | Sí             | Sí                 | Sí                   | Sí                  |

## Ejemplos en la historia
En el siglo I a. C., Augusto emprendió una campaña de desinformación contra su rival Marco Antonio, acusándole de alcohólico, mujeriego y marioneta de la reina egipcia Cleopatra VII. Además, hizo público el supuesto testamento de Marco Antonio, en el que se declaraba, entre otras cosas, que a su muerte quería ser enterrado en Alejandría. Aunque el documento pudo ser falsificado por Augusto, desató la indignación entre la población romana. Tras su derrota en la Batalla de Accio y habiendo escuchado falsos rumores de que Cleopatra se había suicidado, Marco Antonio decidió quitarse la vida.
Durante las décadas iniciales de la era común, los primeros cristianos fueron perseguidos debido a que circulaban rumores según los cuales realizaban «prácticas repugnantes» como el incesto, el infanticidio y el canibalismo. Siglos después, estas mismas acusaciones pesarían sobre paganos, judíos y supuestos herejes.
El Gran incendio de Roma, sobre cuyo origen aún existen dudas, derivó en julio de 64 en una de las más recordadas persecuciones a los cristianos. Según la versión más difundida, entre el pueblo de Roma corrieron rumores que afirmaban que el emperador Nerón había ordenado que se provocara el incendio que destruyó una gran parte de la ciudad. A fin de desviar las sospechas que caían sobre él, Nerón acusó a los cristianos.
Durante la Edad Media se produjeron en Europa varios episodios violentos originados en las acusaciones conocidas genéricamente como Libelos de sangre.  En 1475 se difundió en Trento la acusación de un supuesto crimen ritual practicado por judíos del cual resultó víctima un niño de dos años llamado Simón. Varios miembros de la comunidad judía fueron condenados a muerte y el niño fue canonizado como mártir. En 1965, revisado el caso se comprobó que los judíos condenados eran inocentes y se suprimió el culto del niño. Pese a la revisión del caso, algunos grupos antisemitas o de posturas radicales aún sostienen en la actualidad que Simón de Trento fue efectivamente un niño martirizado por los judíos.
Luego del descubrimiento de América, se difundieron en Europa relatos acerca de sitios de inmensa riqueza, como los que dieron forma a la leyenda del País de Jauja, la Ciudad de los Césares o El Dorado. Estos relatos, en ocasiones en forma de romance, se difundían oralmente en las ferias y mercados, con el objeto de impulsar a los hombres a unirse a las tripulaciones que viajaban a América. Ya avanzada la etapa de la colonización, se produjeron informes y escritos que describían a los habitantes originarios como seres sin ningún tipo de valor, depositarios de todos los vicios, por lo que quedaban justificadas todas las acciones de los conquistadores contra ellos.
Durante la guerra de España con las provincias de Flandes e Inglaterra, los protestantes difundieron varios panfletos difamatorios en los cuales se llegaba a atacar al propio monarca Felipe II, acusándolo de matar a su hijo Carlos y de supuestas crueldades contra su pueblo, noticias que resultaron ser falsas.
Hacia el siglo XVII, era frecuente en Francia la distribución de panfletos impresos en hojas pequeñas con el objeto de difundir falsedades. Los más ampliamente conocidos fueron los libelos dirigidos a atacar al cardenal Mazarino y sus políticas.
Un caso de noticias falsas fue el Gran Engaño de la Luna de 1835. El New York Sun publicó seis artículos firmados por un astrónomo ficticio, Andrew Grant, supuesto colega de John Herschel. Según el engaño, Herschel había descubierto la existencia de vegetación, ríos y diferentes animales en la Luna. Los artículos de ficción atrajeron con éxito a nuevos suscriptores, y el periódico admitió el mes siguiente que la serie había sido un engaño. Tales historias estaban destinadas a entretener a los lectores y no a engañarlos, por lo que las ventas no sufrieron agravios tras destaparse la verdad.
El periodismo amarillo en Estados Unidos alcanzó, a mediados de la década de 1890, su punto más álgido en cuanto a intensidad e influencia. Las dos publicaciones más importantes de la época eran el New York World de Joseph Pulitzer y el New York Journal de William Randolph Hearst. Estos periódicos, que se habían dedicado a poner a la opinión pública en contra de España, precipitaron la entrada de Estados Unidos en la guerra hispanoamericana, al publicar que la explosión del acorazado USS Maine en el puerto de La Habana había sido provocada por un ataque español, cuando la causa real fue una explosión interna.
Ya en el siglo XX, la propaganda nazi incorporó las técnicas de comunicación de masas más avanzadas de su tiempo, como la radio, para distribuir sus mensajes atrayendo amplias capas sociales. Medios de prensa escrita como Der Stürmer y Der Angriff afirmaban que los enemigos políticos del régimen, especialmente los judíos, eran responsables del malestar y las dificultades que enfrentaba la sociedad alemana en el período de entreguerras, logrando así el consenso, la aprobación y la colaboración de miles de personas.
En 2001, el Departamento de Defensa de los Estados Unidos creó en secreto una Oficina de Influencia Estratégica (OIE), con la misión de difundir información falsa que sirviera a la causa de Estados Unidos en la guerra de Afganistán. Se permitió que la OIE deliberadamente difundiera información falsa, dirigida en particular a los medios de comunicación extranjeros. Oficialmente, el OIE se disolvió después de que los periodistas revelaran su existencia.

### SigloXXI
El desarrollo de las tecnologías de la información y la comunicación permitió en el lapso 2000-2017 un incremento del 976,4 % en el número de personas en el mundo con acceso a internet. Más de la mitad de la población mundial es usuaria de internet en la actualidad.
En 2008, se publicaron los resultados de un estudio que analizó las afirmaciones que George W. Bush y los más altos funcionarios de su administración realizaron a lo largo de dos años a partir del 11 de septiembre de 2001, en relación con la amenaza que representaba Irak para la seguridad nacional. Los investigadores encontraron 935 declaraciones con información falsa, propagadas por los principales medios de comunicación masiva, que en su momento afirmaban haber realizado una validación independiente de la información. La conclusión del estudio afirma que la administración Bush impulsó a su país a la guerra de Irak «sobre la base de información errónea que propagó metódicamente».
Durante la campaña que llevó a Donald Trump a la presidencia de Estados Unidos, se divulgó un supuesto informe producido por el FBI según el cual existiría un acuerdo secreto entre Vladímir Putin y Trump, quien habría recibido ayuda y apoyo del Kremlin durante los últimos años. Meses después, el Comité de Seguridad del Senado inició una investigación sobre el caso, ante lo cual el presidente Trump solicitó que se investigara acerca de las noticias falsas producidas por los medios estadounidenses.
La campaña de Trump había utilizado las redes sociales como instrumento de divulgación, a diferencia de la de Clinton, que se había basado en anuncios televisivos y en otros medios tradicionales. Los mensajes políticos distribuidos mediante Facebook, Instagram o Twitter llegaron a unos 126 millones de personas en Estados Unidos. Un procedimiento de minería de datos aplicado a los perfiles de los usuarios, permitió la difusión de mensajes diferentes, diseñados según los intereses y preocupaciones de los destinatarios, dirigidos de modo específico a las personas preocupadas por la inmigración —especialmente de personas provenientes del mundo islámico—, el control de las fronteras, la legislación sobre las armas, etc. Muchas historias de noticias falsas en línea a favor de Trump provenían de una ciudad de Macedonia del Norte llamada Veles, donde aproximadamente 7 organizaciones de noticias falsas diferentes empleaban a cientos de adolescentes para producir y plagiar rápidamente historias sensacionalistas para diferentes compañías y partidos con sede en Estados Unidos.
Por su parte, Donald Trump utilizaba reiteradamente la expresión fake news como respuesta a todas las críticas a su gestión, desprestigiando a los medios de prensa tradicionales y cancelando la discusión abierta y argumentada sobre sus políticas. Esta actitud fue adoptada pronto por diversos líderes mundiales, que encontraron que la deslegitimación de los medios de prensa o las instituciones que informan sobre hechos que les son adversos, es un recurso inmediato y efectivo para acallar las críticas.
Donald Trump anunció la creación de los Fake News Awards, premios que finalmente fueron otorgados en enero de 2018 a los medios de prensa que, en su opinión, fueron los «más deshonestos, corruptos y/o distorsionados en su cobertura política», especialmente The New York Times y un artículo del premio Nobel de Economía Paul Krugman.
Las redes sociales fueron el medio para la propagación de información distorsionada en relación con el Plebiscito sobre los acuerdos de paz de Colombia de 2016, el Referéndum de independencia de Cataluña de 2017, y el brexit.
En julio de 2018 se dio a conocer un informe emitido por un comité de expertos bajo la órbita de la Cámara de los Comunes del Reino Unido, en el que se mencionan campañas de análisis de audiencia objetivo, desinformación o manipulación de la opinión pública que a partir de 2013 habrían tenido relación en mayor o menos grado con los procesos electorales o referendos de Kenia, Ghana, México, Brasil, Australia, Tailandia, Malasia, Indonesia, India, Nigeria, Pakistán, Filipinas, Alemania, Inglaterra, Eslovaquia, Perú, Francia, Italia, Guyana y Argentina, entre otros. En este último caso, el informe se basa en las declaraciones de Alexander Nix, ex CEO de Cambridge Analytica, acerca de una «Campaña anti-Kirchner», previa a las elecciones presidenciales de 2015.
Las fake news tuvieron un papel fundamental en la victoria de Jair Bolsonaro en las Elecciones generales de Brasil de 2018, con una transmisión masiva de noticias falsas a través de la red social WhatsApp. En 2020, Facebook bloqueó varias cuentas afines a Bolsonaro que violaban las reglas de uso de la red social y difundían información falsa. Además, Bolsonaro también difundió mucha desinformación durante la pandemia de Covid-19, asegurando, entre otras cosas, que el coronavirus era una «fantasía» o que la hidroxicloroquina ayudaba a curar el virus.
Para la primera vuelta de las elección presidencial de Chile de 2021, el candidato José Antonio Kast fue quien más instaló noticias falsas de entre todos los candidatos. En un debate realizado por televisión abierta en septiembre de 2021, indicó que en los países donde el aborto es legal había una mayor tasa de mortalidad materna, lo que fue desmentido por las estadísticas, siendo una aseveración completamente falsa. Al mes siguiente, dijo que Denisse Cortés (estudiante de Derecho y activista defensora de los derechos humanos, fallecida durante una manifestación) había fallecido a la vista del Instituto Nacional de Derechos Humanos (INDH) y que estos no habían hecho nada, lo que fue desmentido por dicho organismo. Para su campaña presidencial, los artistas Amaya Forch y Marcianeke debieron desmentir su apoyo a Kast instalado por las redes de su partidarios. El equipo comunicacional de Kast se asoció al de Donald Trump, y fue acusado también de difundir una ficha clínica falsa del candidato contendor, Gabriel Boric, buscando instalar la falsa idea de que se encontraría incapacitado para ejercer cargos políticos por problemas de salud mental. Adicionalmente, también fue acusado de haber incurrido en falsedades respecto al fenómeno del cambio climático y declarando aseveraciones que han tenido luego que ser desmentidas por especialistas. Kast pasó a segunda vuelta de la elección presidencial de 2021 junto a Gabriel Boric. En el debate de ANATEL de segunda vuelta, realizado el 13 de diciembre, instaló 21 mentiras, corroboradas mediante un fact-checking. Una vez terminada la segunda vuelta electoral, con derrota para Kast, el diputado electo por el Partido Republicano, Gonzalo de la Carrera, conocido promotor de fake news por las redes sociales, reconoció en los medios de comunicación que las imágenes falsas que compartía le llegaban desde el comando de Kast.

#### Pandemia de 2019-2021
En el marco de la emergencia global producida a raíz de la Pandemia de COVID-19, diversas instituciones de administraciones nacionales alertaron acerca de la reproducción de noticias falsas. La Organización Mundial de la Salud (OMS) acuñó la expresión «infodemia» para referirse a la sobreabundancia y multiplicación de información falsa en relación con el brote epidémico, lo que podría resultar un factor de riesgo adicional para la efectiva contención de la epidemia.
Tedros Adhanom Ghebreyesus, director de la OMS afirmó:

La lucha contra los rumores y la desinformación es una parte vital de la batalla contra el virus.

Entre las noticias falsas que se multiplicaron en las primeras semanas del brote, se destacaron aquellas que vinculaban la propagación del virus con el clima del lugar, las que indicaban que el contagio podía evitarse mediante baños en agua caliente, secadores de mano, lámparas ultravioleta o rociando el cuerpo con alcohol o cloro o las que indicaban que la ingesta de ajo era una medida preventiva adecuada para evitar el contagio, entre otras.
Durante los primeros días de abril de 2020, circuló en las redes sociales una noticia que aseguraba que la tecnología involucrada en la telefonía 5G era la causa de la propagación del virus a escala mundial. En el Reino Unido, varias instalaciones fueron incendiadas y se llegó a temer que estos ataques se repitieran en otros países europeos.
Un estudio realizado a partir de mitad de enero de 2020 encontró que existían más de 4 millones de mensajes diarios, en todos los idiomas y en todo el mundo, relacionados con la pandemia. Los investigadores observaron que, si bien nunca llegaban a desaparecer, las noticias falsas en los mensajes tendían a disminuir en relación directa al acercamiento del brote al país en donde esos mensajes eran emitidos.
Hacia fines de 2020 y ante la inminencia del comienzo de vacunación masiva en distintos países, comenzaron a propagarse con intensidad una serie de rumores y noticias falsas que alertaban sobre supuestos planes para colocar microchips en las personas mediante la inyección, el supuesto cambio en el código genético y los efectos secundarios en general. La Organización Mundial de la Salud y el Secretario General de la ONU, entre otras instituciones y personas, hicieron un llamamiento a las autoridades de los países a fin de que se establezcan acciones globales para limitar la multiplicación de información falsa, que podría poner en riesgo la efectividad de los planes de vacunación masiva.

## Noticias falsas y posverdad
El concepto de posverdad, que se refiere a «toda información o aseveración que no se basa en hechos objetivos, sino que apela a las emociones, creencias o deseos del público», forma parte del «ecosistema de información» o «infraestructura de información» que habilita la propagación de información falsa. Según el filósofo A.C. Grayling «Todo el fenómeno de la posverdad es sobre: ‘Mi opinión vale más que los hechos’. Es sobre cómo me siento respecto de algo».
En este contexto, el entonces portavoz de la Casa Blanca expresó que «la comunidad mundial considera al líder iraquí, Saddam Hussein, como una amenaza» frente a la evidencia de las falsedades que la administración Bush divulgó para conducir a su nación a la guerra de Irak; Donald Trump opinó que «El concepto de calentamiento global fue inventado por los chinos» para justificar la salida de Estados Unidos del Acuerdo de París
Un término muy relacionado con el de posverdad son los «hechos alternativos», acuñado por Kellyanne Conway, asesora de la Casa Blanca durante el mandato de Donald Trump . Cuando a la toma de posesión del cuadragésimo quinto presidente norteamericano no acudieron ni la mitad de personas que a la de Barack Obama, Conway expresó lo contrario escudándose en el hecho de que así lo veían ellos.

## Noticias falsas en Internet

### Raíces de las noticias falsas

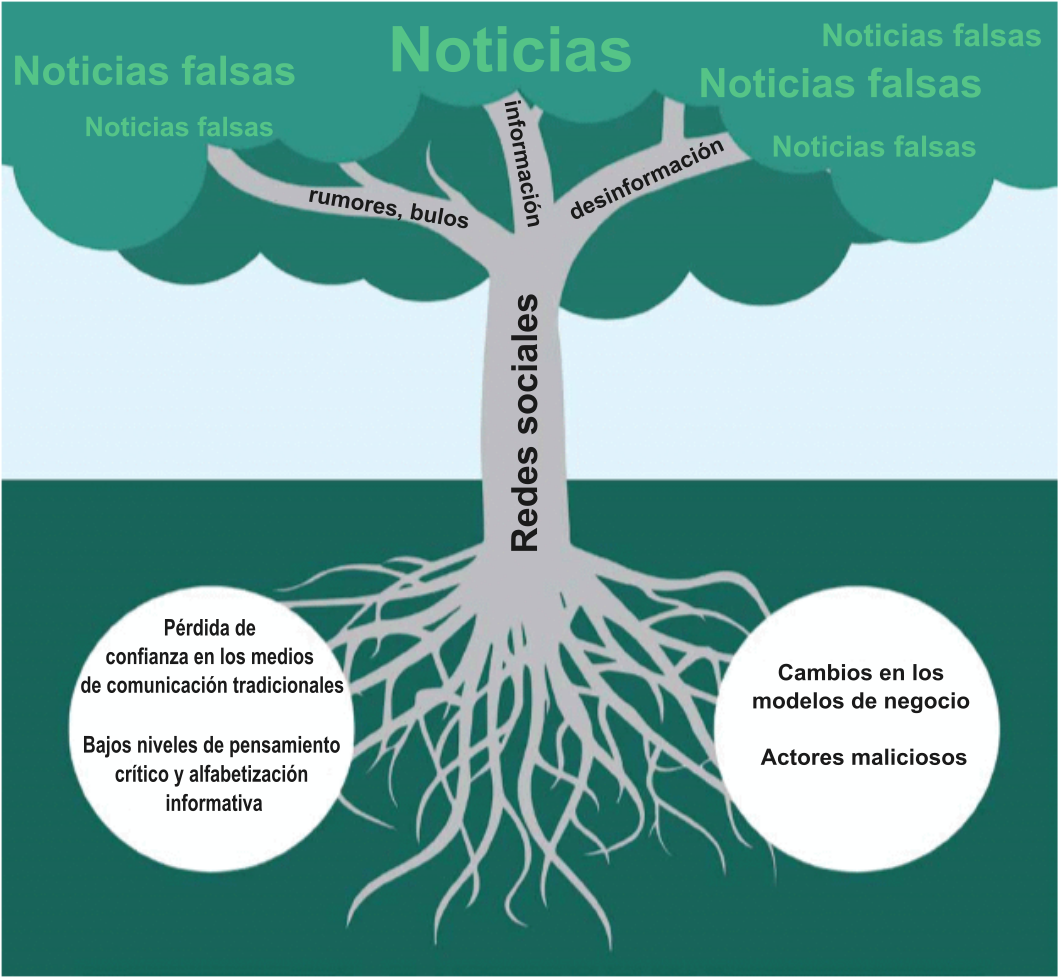
Las raíces de las «noticias falsas» del Informe sobre las tendencias mundiales de la Unesco

La locución «noticia falsa» ganó importancia en el contexto electoral en Europa Occidental y América del Norte. Está determinado por el contenido fraudulento en formato de noticias y su velocidad. Según Bounegru, Gray, Venturini y Mauri, las noticias falsas son cuando una mentira deliberada «es recogida por docenas de otros blogs, retransmitida por cientos de sitios web, publicada en miles de cuentas de redes sociales y leída por cientos de miles» que luego se convierte efectivamente en «noticias falsas». La naturaleza cambiante de los modelos de negocios en línea fomenta la producción de información que es «digna de hacer clic» e independiente de su precisión.
La naturaleza de la confianza depende de las suposiciones de que las formas de comunicación no institucionales están más libres de poder y son más capaces de reportar información que los medios tradicionales son percibidos como incapaces o no dispuestos a revelar. La disminución de la confianza en muchos medios tradicionales y el conocimiento de los expertos han creado un terreno fértil para que las fuentes de información alternativas, a menudo oscuras, parezcan autorizadas y creíbles. En última instancia, esto deja a los usuarios confundidos sobre los hechos básicos. Las empresas de Internet con credibilidad amenazada tienden a desarrollar nuevas respuestas para limitar las noticias falsas y reducir los incentivos económicos para su proliferación.

### En sitios web
Cuando Internet se hizo accesible por primera vez para uso público en la década de 1990, su propósito principal era buscar y acceder a información. A medida que se introdujeron noticias falsas en Internet, algunas personas tuvieron dificultades para encontrar información veraz. El impacto de las noticias falsas se ha convertido en un fenómeno mundial. Las noticias falsas a menudo se difunden mediante el uso de sitios web de noticias falsas que, para ganar credibilidad, se especializan en crear noticias que llamen la atención, que a menudo se hacen pasar por fuentes noticiosas conocidas. Jestin Coler, quien dijo que lo hace por «diversión», ha indicado que ganaba 10 000 dólares al mes por la publicidad en sus sitios web de noticias falsas. En 2019, el inventor de la World Wide Web, Tim Berners-Lee, afirmó que las noticias falsas eran una de las tres nuevas e inquietantes tendencias de la red que antes deben resolverse, si se quiere que Internet sea capaz de realmente «servir a la humanidad». Las otras dos nuevas tendencias inquietantes que Berners-Lee describió como amenazadoras fueron el reciente aumento en el uso de Internet por parte de los gobiernos, tanto para fines de vigilancia ciudadana como para fines de guerra cibernética, y el aspecto polarizado de las conversaciones en Internet. Las investigaciones han demostrado que las noticias falsas dañan las redes sociales y los medios de comunicación en línea mucho más que los medios impresos y televisivos tradicionales. En una encuesta realizada en 2017, se descubrió que un 58 % de los encuestados tenía menos confianza en las noticias de las redes sociales, mientras que un 24 % desconfiaba de las noticias de los medios tradicionales.

### Cómo se propagan y se vuelven virales las noticias falsas
Las noticias falsas tienden a volverse virales entre el público. Con la presencia de plataformas de redes sociales como Twitter, es más fácil que la información falsa se difunda rápidamente. Las investigaciones han descubierto que la información política falsa tiende a difundirse «3 veces» más rápido que otras noticias falsas. En Twitter, los tuits falsos tienen muchas más posibilidades de ser retuiteados que los verdaderos. Más aún, son los humanos los responsables de difundir noticias e información falsas en lugar de bots y granjas de clics. La tendencia de los humanos a difundir información falsa tiene que ver con el comportamiento humano. Según la investigación, los seres humanos se sienten atraídos por eventos e información que son sorprendentes y nuevos y, como resultado, provocan una gran excitación en el cerebro. Esto, en última instancia, lleva a los humanos a retuitear o compartir información falsa, que generalmente se caracteriza por títulos de clickbait y llamativos. Esto evita que las personas se detengan para verificar la información. Como resultado, se forman comunidades masivas en línea alrededor de una noticia falsa sin ninguna verificación previa de los hechos o de la veracidad de la información.

### Popularidad de las noticias falsas
Las noticias falsas se han vuelto populares en varios medios y plataformas. Los investigadores del Pew Research Center descubrieron que más del 60 % de los estadounidenses acceden a las noticias a través de las redes sociales en comparación con los periódicos y revistas tradicionales. Con la popularidad de las redes sociales, las personas pueden acceder fácilmente a noticias falsas o contenido similar. Un estudio analiza la cantidad de artículos de noticias falsos a los que acceden los espectadores en 2016 y encontró que cada individuo estaba expuesto a al menos uno o más artículos de noticias falsos a diario. Como resultado, las noticias falsas son omnipresentes entre la población de espectadores y resultan en su capacidad para difundirse a través de Internet.

### Bots inteligentes
El desarrollo de algoritmos que crean bots y las diversas iniciativas para la creación de sitios web, nos obliga a comprender una gama de casos donde los algoritmos, la automatización y la inteligencia artificial pueden mejorar el periodismo, como en la búsqueda computacional de historias y la producción automatizada de contenido. Es evidente que los periodistas deben desarrollar un ojo crítico para ver los pros y los contras de los algoritmos y su uso en el periodismo y en la sociedad en general. Igual de importante es tener conocimientos sobre cómo se implementan los algoritmos de noticias y cómo se usan en el trabajo.
Un estudio dirigido por el Pew Research de Estados Unidos analizó una serie de tuits que contenían enlaces a páginas web muy populares, y estimó que más de dos tercios fueron escritos por bots. Se ha identificado que los bots juegan un papel importante en la difusión de información con baja calidad: amplifican las noticias falsas antes de que se viralicen, dirigiéndose a los usuarios con un mayor número de seguidores, los cuales comparten estos contenidos.

### Troles de Internet
En la jerga de Internet, un trol es una persona que siembra la discordia en Internet al iniciar discusiones o molestar a la gente, al publicar mensajes inflamatorios, extraños o fuera de tema en una comunidad en línea (como un grupo de noticias, un foro, una sala de chat o un blog) con la intención de provocar en los lectores una respuesta emocional o una discusión fuera del tema, a menudo para diversión del trol. Los troles de Internet también se alimentan de la atención. Típicamente se ha descrito al trol como una persona «virtualmente incontrolable». El anonimato que facilitan las redes sociales provoca que algunas personas se desinhiben. Según Mark Griffiths, de la unidad de investigación internacional de juegos de azar de la universidad de Nottingham Trentdirector, en su mayoría se trata de hombres jóvenes que buscan diversión o venganza.
La idea de los troles de Internet ganó popularidad en la década de 1990, aunque su significado cambió en 2011. Si bien alguna vez denotó provocación, ahora es un término ampliamente utilizado para significar el abuso y el mal uso de Internet. El trolling forma parte de una práctica más amplia conocida como «ciberacoso» (‘acoso cibernético’, ‘acoso digital’). El trolling viene en varias formas y está estrechamente relacionado con las noticias falsas, ya que los troles de Internet ahora se interpretan en gran medida como perpetradores de información falsa, información que a menudo los reporteros y el público pueden transmitir sin saberlo.
Al interactuar entre sí, los troles a menudo comparten información engañosa que contribuye a las noticias falsas que circulan en sitios como Twitter y Facebook. En las elecciones estadounidenses de 2016, Rusia pagó a más de 1000 troles de Internet para hacer circular noticias falsas y desinformación sobre Hillary Clinton. También crearon cuentas en las redes sociales que se asemejaban a los votantes de importantes estados indecisos, difundiendo puntos de vista políticos influyentes.

## Respuesta
Durante las elecciones presidenciales de Estados Unidos de 2016, la creación y cobertura de noticias falsas aumentó sustancialmente. Esto resultó en una respuesta generalizada para combatir la difusión de noticias falsas. El volumen y la renuencia de los sitios web de noticias falsas a responder a las organizaciones de verificación de datos ha planteado un problema para inhibir la propagación de noticias falsas mediante la verificación de datos únicamente. En un esfuerzo por reducir los efectos de las noticias falsas, los sitios web de verificación de datos, incluidos Snopes y FactCheck.org, han publicado guías para detectar y evitar sitios web de noticias falsas. También han surgido nuevas lecturas críticas de eventos y noticias de los medios con énfasis en el literalismo y la lógica. Los sitios de redes sociales y los motores de búsqueda, como Facebook y Google, recibieron críticas por facilitar la difusión de noticias falsas. Ambas corporaciones han tomado medidas para prevenir explícitamente la difusión de noticias falsas. Los críticos, sin embargo, creen que se necesita más acción.
Después de las elecciones estadounidenses de 2016 y el período previo a las elecciones alemanas, Facebook comenzó a etiquetar y advertir sobre noticias inexactas y se asoció con verificadores de datos independientes para etiquetar las noticias inexactas, advirtiendo a los lectores antes de compartirlas. Después de que una historia sea marcada como disputada, será revisada por verificadores de datos externos. Luego, si se ha demostrado que es una noticia falsa, la publicación no se puede convertir en un anuncio ni promocionar. La inteligencia artificial es una de las tecnologías más recientes que se están desarrollando en Estados Unidos y Europa para reconocer y eliminar las noticias falsas mediante algoritmos.
En marzo de 2018, Google lanzó Google News Initiative (GNI) para combatir la propagación de noticias falsas. Lanzó GNI bajo la creencia de que el periodismo de calidad y la identificación de la verdad en línea son cruciales. GNI tiene tres objetivos: «elevar y fortalecer el periodismo de calidad, desarrollar modelos comerciales para impulsar el crecimiento sostenible y empoderar a las organizaciones de noticias a través de la innovación tecnológica». Para lograr el primer objetivo, Google creó el Disinfo Lab, que combate la difusión de noticias falsas en momentos cruciales como elecciones o noticias de última hora. La compañía también está trabajando para ajustar sus sistemas para mostrar contenido más confiable en momentos de noticias de última hora.
En España, Maldita.es y Newtral, son dos proyectos llevados a cabo por periodistas independientes que tienen como objetivo verificar las informaciones que reciben por parte de los propios usuarios, que se comunican con ellos a través de las redes sociales.
Los legisladores argelinos aprobaron en abril de 2020 una ley que penaliza las «noticias falsas» consideradas perjudiciales para el «orden público y la seguridad del Estado». En Singapur se aprobó una ley similar en 2019, aunque esta fue criticada por políticos de oposición, grupos de derechos humanos, periodistas y académicos.

### Autorregulación y control
Actualmente se están investigando activamente múltiples estrategias para luchar contra las noticias falsas y que se adapten de forma individual a los distintos tipos de bulos. Se necesita una autorregulación efectiva y una regulación legal de las redes sociales y los motores de búsqueda web. La razón, el método científico y el pensamiento crítico son insuficientes para contrarrestar el amplio alcance de las noticias falsas. Se pasan por alto sesgos cognitivos como el razonamiento motivado y el sesgo de confirmación. La preocupación por la influencia de noticias falsas en algunos momentos políticos clave, como los procesos electorales por ejemplo, ha llevado a varios líderes mundiales a impulsar legislación para el control de la difusión de información falsa en las redes sociales. Entre otros, Angela Merkel impulsó una ley que aplica altas multas a las plataformas que no eliminen en un plazo de 24 horas mensajes de odio, xenofobia o noticias falsas, y Emmanuel Macron anunció recientemente una ley que se aplicará sobre los contenidos emitidos por medios audiovisuales y redes sociales.
Este problema se discutió en una sesión plenaria del Parlamento Europeo. El debate se desarrolló entre quienes sostienen que deben implementarse controles y supervisión estrictos, considerando los riesgos que los contenidos falsos implican para las democracias liberales, y quienes sostienen que estos controles representan una forma de censura, los que representaría un retroceso en cuanto a los derechos a la libre expresión. Una tercera argumentación apunta a la autorregulación y al desarrollo de acciones para que los lectores puedan detectar la información verdadera de aquella que no lo es.
En los últimos tiempos, se han desarrollado numerosas acciones que buscan que las personas incrementen su nivel de atención y discernimiento sobre las noticias que reciben, a fin de detectar las noticias falsas y evitar su divulgación. Facebook distribuyó un decálogo de claves que permitirían identificar contenido falso, y en algunos medios de prensa se publicaron las direcciones de portales web especializados en detectar contenido falso.
La Unesco publicó también un manual, «Periodismo, noticias falsas y desinformación», con el objetivo de fortalecer la educación periodística frente al problema global emergente de la desinformación.

### Identificación de noticias falsas

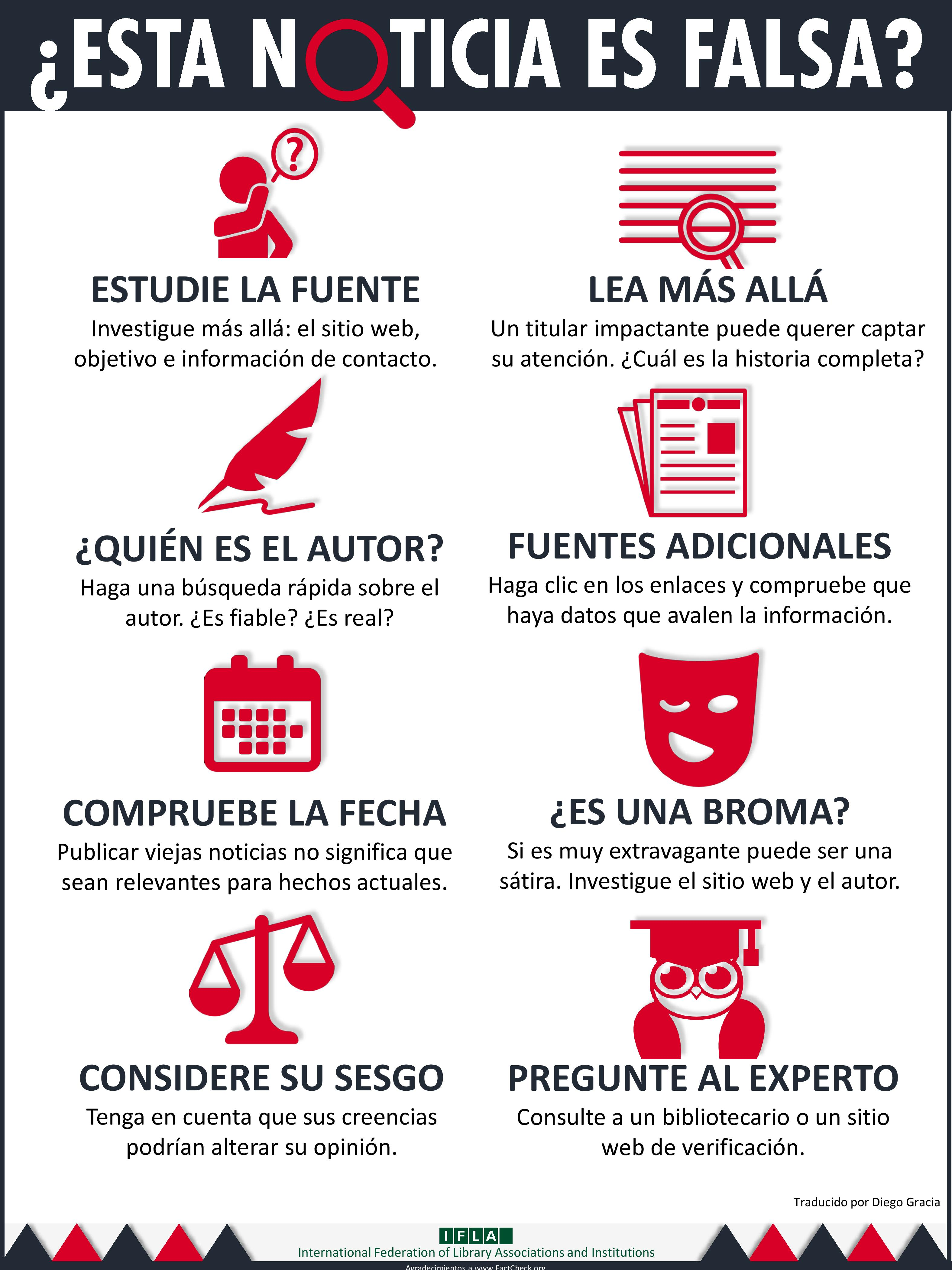
Infografía de la campaña desarrollada por la Federación Internacional de Asociaciones de Bibliotecarios y Bibliotecas (IFLA)

La Federación Internacional de Asociaciones e Instituciones de Bibliotecas (IFLA) publicó un resumen en forma de diagrama para ayudar a las personas a reconocer las noticias falsas. Sus puntos principales son:
- Considerar la fuente (para comprender su misión y propósito)
- Leer más allá del titular (para comprender toda la historia)
- Verificar los autores (para ver si son reales y creíbles)
- Evaluar las fuentes de apoyo (para asegurarse de que apoyan las afirmaciones)
- Verificar la fecha de publicación (para ver si la historia es relevante y está actualizada)
- Preguntar si es una broma (para determinar si está destinado a ser una sátira)
- Revisar los propios prejuicios (para ver si están afectando el juicio)
- Preguntar a los expertos (para obtener la confirmación de personas independientes con conocimientos).[132]

La Red Internacional de Verificación de Datos (IFCN), lanzada en 2015, apoya los esfuerzos de colaboración internacional en verificación de hechos, brinda capacitación y ha publicado un código de principios. En 2017, introdujo un proceso de solicitud y selección para organizaciones periodísticas.
A partir de 2017, los planes de estudios de los niños de Taiwán incluyen contenidos diseñados para promover la lectura crítica y la evaluación de fuentes. El curso, denominado «alfabetización mediática», ofrece formación en periodismo en la nueva sociedad de la información.

### Detectar noticias falsas en línea
Las noticias falsas se han vuelto cada vez más frecuentes en los últimos años, con más de 100 artículos incorrectos y rumores que se propagan incesantemente solo con respecto a las elecciones presidenciales de Estados Unidos de 2016. Estos artículos de noticias falsas tienden a provenir de sitios web de noticias satíricas o sitios web individuales con un incentivo para propagar información falsa, ya sea como clickbait o para cumplir un propósito. Dado que normalmente esperan promover intencionalmente información incorrecta, estos artículos son bastante difíciles de detectar. Al identificar una fuente de información, se deben tener en cuenta muchos atributos, incluidos, entre otros, el contenido del correo electrónico y las interacciones en las redes sociales. Específicamente, el lenguaje suele ser más incendiario en las noticias falsas que en los artículos reales, en parte porque el propósito es confundir y generar clics. Además de eso, los investigadores han determinado que las señales visuales también juegan un factor en la categorización de un artículo, específicamente algunas características pueden diseñarse para evaluar si una imagen es legítima y proporciona más claridad sobre las noticias. También hay muchas características del contexto social que pueden influir, así como el modelo de difusión de las noticias. Sitios web como Snopes tratan de detectar esta información manualmente, mientras que ciertas universidades están tratando de construir modelos matemáticos para hacerlo por sí mismas.